# Gentalha
Gentalha é uma série de televisão brasileira produzida pela Hungry Man e coproduzida pela RioFilme, do diretor Fernando Ceylão.
Sua primeira temporada tem 16 episódios programados, independentes entre si, que serão exibidos em 2014 no Canal Brasil .
A produção executiva é de Luis Vidal, Gualter Pupo e Alex Mehedff.

## A Série
A série tem roteiro e direção de Fernando Ceylão, que também estrela todos os episódios, com diversos atores convidados. Cada episódio aborda um tema e mostra, utilizando humor, histórias inusitadas sobre personagens fora do comum .  No final de todos os episódios, a câmera se afasta da cena, revelando o restante do estúdio onde foi gravada.

## Gravações
A gravação da série foi iniciada e concluída entre agosto e setembro de 2013 inteiramente no Estúdio do Gabinal, em Jacarepaguá..

## Elenco principal
Os nomes abaixo são apenas os citados na abertura de cada episódio.
| Ator / Atriz              | Personagem           | Episódio       |
| ------------------------- | -------------------- | -------------- |
| Fernando Ceylão           | Diversos             |                |
| Alessandra Colasanti      | Marcia               | "A Máquina"    |
| Gilberto Marmorosch       | Velho do Antiquário  | "A Máquina"    |
| Anahi Martins             | Andréa               | "A Epidemia"   |
| Paula Rodrigues Guimarães | Fernanda             | "A Epidemia"   |
| Flávia Espírito Santo     | Samantha             | "A Vingança"   |
| Virginia Maria            | Clara                | "A Vingança"   |
| Gregório Duvivier         | Ancó                 | "O Filme"      |
| Marcelo Dias dos Santos   | Renato, o Diretor    | "O Comediante" |
| Alexandre Nero            | Paulo Sulivan        | "O Comediante" |
| Jorge José                | Pai Zuzé             | "O Comediante" |
| Camila Morgado            | Lúcia                | "O Vampiro"    |
| Raphael Rodrigues Machado | Papu                 | "A Dívida"     |
| Shirley Cruz              | Grayce               | "A Dívida"     |
| Anselmo Vasconcelos       | Gilson               | "A Dívida"     |
| Helena Werneck            | Célia                | "A Mãe"        |
| Juliana Terra             | Prostituta / Melissa | "A Mãe"        |

## Lista de episódios
| # | Título         | Direção         | Roteiro         | Exibição               |
| --- | -------------- | --------------- | --------------- | ---------------------- |
| 1 | "A Máquina"    | Fernando Ceylão | Fernando Ceylão | 30 de agosto de 2014   |
| Um profissional muito polêmico, o paparazzo Aluísio (Fernando Ceylão), especialista em flagrar a vida alheia, recebe de um antiquarista (Gilberto Marmorosh) uma câmera que tem poderes que afetam tanto os famosos quanto os anônimos que são fotografados por ela, o que acaba afetando sua relação com sua mulher Márcia (Alessandra Colassanti). |                |                 |                 |                        |
| 2 | "A Epidemia"   | Fernando Ceylão | Fernando Ceylão | 06 de setembro de 2014 |
| O casal Flávio (Fernando Ceylão) e Fernanda (Paula Rodrigues Guimarães) discute mais uma vez a sua relação enquanto lá fora o mundo está sendo destruído por uma epidemia que transforma todos em zumbis. |                |                 |                 |                        |
| 3 | "A Vingança"   | Fernando Ceylão | Fernando Ceylão | 13 de setembro de 2014 |
| Uma viagem no tempo pode ser uma solução para os erros de um relacionamento ou para uma vingança. E se, do futuro, fosse possível interferir no presente e avisar a si mesmo sobre o que está prestes a acontecer?. |                |                 |                 |                        |
| 4 | "O Filme"      | Fernando Ceylão | Fernando Ceylão | 20 de setembro de 2014 |
| Assim que morre, um sujeito comum descobre que, ao chegar ao céu, um diretor, Ancó (Gregório Duvivier), precisa fazer um filme sobre a sua vida. |                |                 |                 |                        |
| 5 | "O Comediante" | Fernando Ceylão | Fernando Ceylão | 27 de setembro de 2014 |
| Raul Brunni (Fernando Ceylão) é um comediante fracassado, até que se consulta com Pai Zuzé (Jorge José), que faz um feitiço para que as pessoas riam só de olhar para ele. Mas nem isso o satisfaz. |                |                 |                 |                        |
| 6 | "O Vampiro"    | Fernando Ceylão | Fernando Ceylão | 04 de outubro de 2014  |
| Alan (Fernando Ceylão), um vampiro, revela sua história para a namorada, Lúcia (Camila Morgado) e eles percebem que podem ganhar muito dinheiro vendendo suas mordidas para que as socialites possam se manter jovens eternamente. |                |                 |                 |                        |
| 7 | "A Dívida"     | Fernando Ceylão | Fernando Ceylão | 11 de outubro de 2014  |
| Miúdo (Fernando Ceylão), viciado em pôquer, está sendo ameaçado pelos seus credores das dívidas de jogo e acaba sendo abandonado por sua namorada Grayce (Shirley Cruz). Quando consegue o dinheiro por fazer o serviço para um matador (William Vita), ele volta a jogar com o dono da banca, Gilson (Anselmo Vasconcelos).                         |                |                 |                 |                        |
| 8 | "A Mãe"        | Fernando Ceylão | Fernando Ceylão | 18 de outubro de 2014  |
| Os pais de Caio (Fernando Ceylão) não sabem que ele é homossexual e sua amiga Mayara, ao sair de um motel, acaba assassinada pela mãe Célia (Helena Werneck) de Caio, que achava que ela era sua namorada e o estava traindo. Para descobrir quem é seu filho, Célia contrata uma prostituta (Shirley Cruz).                                         |                |                 |                 |                        |
| 9 | "O Perfil"     | Fernando Ceylão | Fernando Ceylão | 25 de outubro de 2014  |
| . |                |                 |                 |                        |
| 10 | "O Bebê"       | Fernando Ceylão | Fernando Ceylão | 01 de novembro de 2014 |
| . |                |                 |                 |                        |
| 11 | "O Infiel"     | Fernando Ceylão | Fernando Ceylão | 08 de novembro de 2014 |
| . |                |                 |                 |                        |
| 12 | "O Culpado"    | Fernando Ceylão | Fernando Ceylão | 15 de novembro de 2014 |
| . |                |                 |                 |                        |
| 13 | "O Sequestro"  | Fernando Ceylão | Fernando Ceylão | 22 de novembro de 2014 |
| . |                |                 |                 |                        |